# 武鑓重信
武鑓 重信（むやり しげのぶ）は、戦国時代から安土桃山時代にかけての武将。葛西氏の家臣。陸奥国武鑓城主。

## 略歴
大永6年（1526年）、誕生。
葛西晴信に仕え、各地を転戦した。当時の葛西氏は領国内で反乱や内紛が絶えず、天正7年（1579年）には富沢直綱が、天正16年（1588年）には浜田広綱が反乱を起こす。この際、重信は当主・晴信に従い、鎮圧に当たった。
天正18年（1590年）、葛西氏は小田原征伐への参陣を果たさなかったため、豊臣秀吉による奥州仕置で領国である葛西7郡30万石を没収され改易。重信も没落した。その後、重信は同じ葛西旧臣らと共に一揆を煽動させる（葛西大崎一揆）。しかし、秀吉の派遣した討伐軍との戦いにより、討死した。また桃生郡深谷において、弟・儀信や同じく葛西旧臣の米谷常秀らと共に伊達政宗によって謀殺されたとも伝わる。